# 미시마 고헤이
미시마 고헤이(일본어: 三島 康平, 1987년 4월 15일 ~ )는 일본의 축구 선수이다.

## 구단 경력
그는 2010년부터 202년까지 J리그의 비셀 고베, 미토 홀리호크, 마쓰모토 야마가 FC, 로아소 구마모토, SC 사가미하라에서 활동하였다.